# Tân Hiệp (Quảng Nam)
Tân Hiệp is een xã van Hội An, naast Tam Kỳ de tweede stad van de provincie Quảng Nam.
Tân Hiệp bestaat uit een zevental eilanden in de Zuid-Chinese zee, waarvan Cù lao Chàm het grootste eiland is.